# PDSS2
PDSS2 (англ. Decaprenyl diphosphate synthase subunit 2) – білок, який кодується однойменним геном, розташованим у людей на короткому плечі 6-ї хромосоми. Довжина поліпептидного ланцюга білка становить 399 амінокислот, а молекулярна маса — 44 129.
| 10         |  | 20         |  | 30         |  | 40         |  | 50         |
| ---------- |  | ---------- |  | ---------- |  | ---------- |  | ---------- |
| MNFRQLLLHL |  | PRYLGASGSP |  | RRLWWSPSLD |  | TISSVGSWRG |  | RSSKSPAHWN |
| QVVSEAEKIV |  | GYPTSFMSLR |  | CLLSDELSNI |  | AMQVRKLVGT |  | QHPLLTTARG |
| LVHDSWNSLQ |  | LRGLVVLLIS |  | KAAGPSSVNT |  | SCQNYDMVSG |  | IYSCQRSLAE |
| ITELIHIALL |  | VHRGIVNLNE |  | LQSSDGPLKD |  | MQFGNKIAIL |  | SGDFLLANAC |
| NGLALLQNTK |  | VVELLASALM |  | DLVQGVYHEN |  | STSKESYITD |  | DIGISTWKEQ |
| TFLSHGALLA |  | KSCQAAMELA |  | KHDAEVQNMA |  | FQYGKHMAMS |  | HKINSDVQPF |
| IKEKTSDSMT |  | FNLNSAPVVL |  | HQEFLGRDLW |  | IKQIGEAQEK |  | GRLDYAKLRE |
| RIKAGKGVTS |  | AIDLCRYHGN |  | KALEALESFP |  | PSEARSALEN |  | IVFAVTRFS  |

A: Аланін

C: Цистеїн

D: Аспарагінова кислота

E: Глутамінова кислота

F: Фенілаланін

G: Гліцин

H: Гістидин

I: Ізолейцин

K: Лізин

L: Лейцин

M: Метіонін

N: Аспарагін

P: Пролін

Q: Глутамін

R: Аргінін

S: Серин

T: Треонін

V: Валін

W: Триптофан

Кодований геном білок за функцією належить до трансфераз. 
Задіяний у такому біологічному процесі, як альтернативний сплайсинг. 
Локалізований у мітохондрії.